# Blutegeltherapie

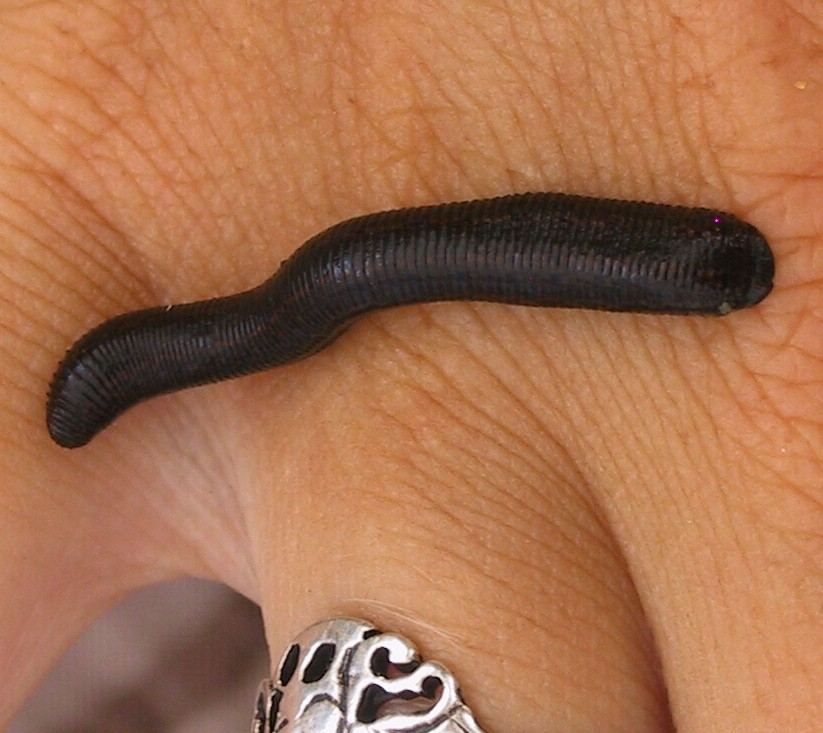
Am Fingergrundgelenk angesetzter Blutegel

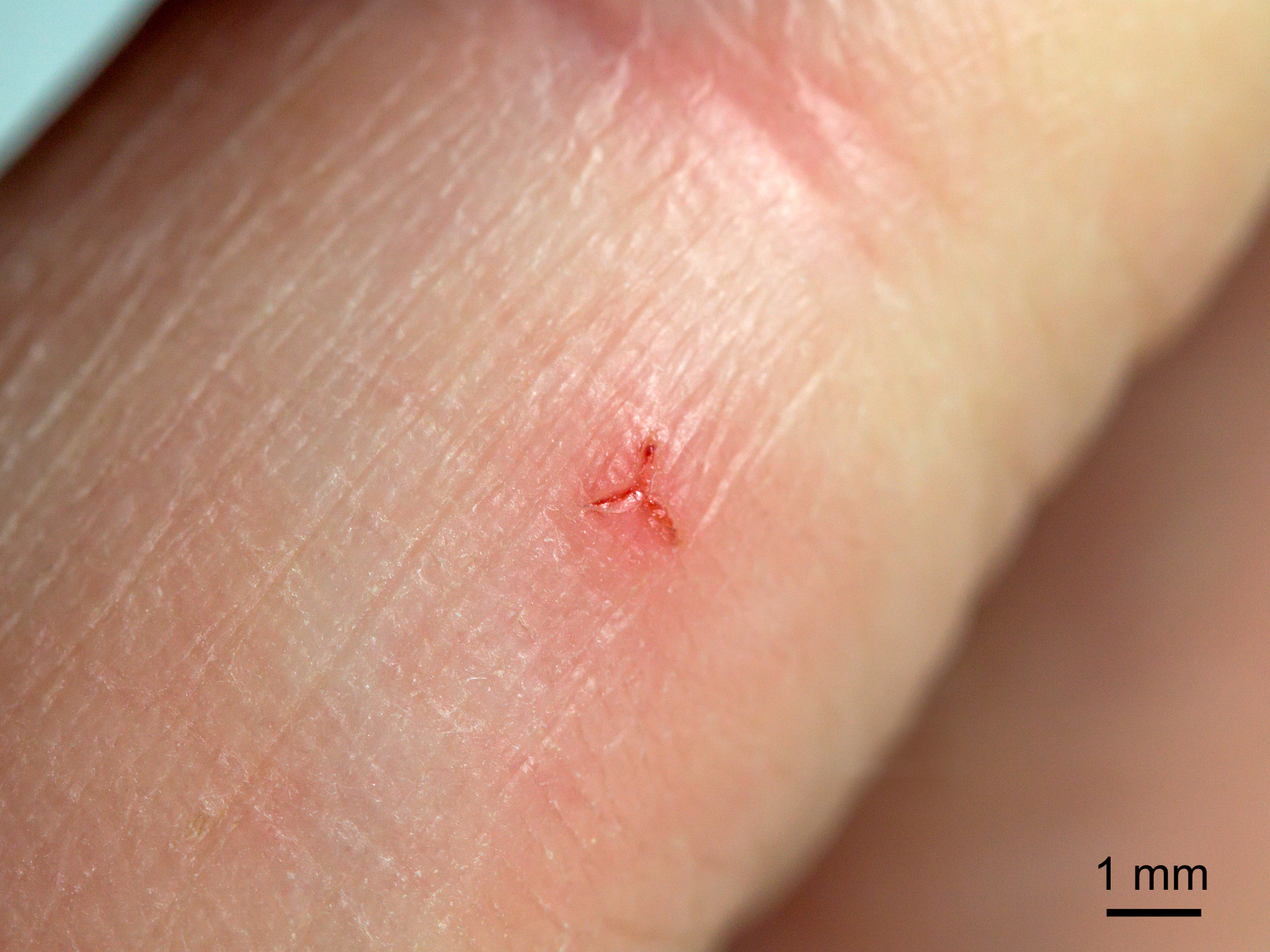
Bisswunde eines (mittelgroßen) Medizinischen Blutegels an einem menschlichen Finger – mehrere Stunden nach dem Biss

Bei der Blutegeltherapie oder Blutegelbehandlung bzw. Behandlung mit Blutegeln werden Blutegel (meist die Arten Hirudo verbana oder Hirudo medicinalis) an geeigneter Stelle angelegt, so dass sie einen kleinen Aderlass von ca. acht bis zehn Milliliter Blut herbeiführen. Durch die im Speichel (Saliva) der Egel u. a. enthaltenen gerinnungshemmenden Substanzen (Hirudin u. a.) kommt es zu Nachblutungen, die in seltenen Fällen bis zu 24 Stunden anhalten können.
In der evidenzbasierten Medizin wird die Blutegeltherapie heute vor allem auf dem Gebiet der Plastischen Chirurgie angewandt. Vor allem bei Transplantationen von Ohren, Fingern, Zehen oder bei Hautverpflanzungen werden Blutegel eingesetzt, um mit Hilfe der Wirkstoffe im Egelspeichel die Wundheilung zu verbessern. Durch die gerinnungshemmende und gefäßerweiternde beziehungsweise entkrampfende Wirkung des Hirudins kann der venöse Abfluss angestauten Blutes angeregt beziehungsweise überhaupt erst ermöglicht werden, so dass die Reimplantate nicht abgestoßen werden oder absterben.

## Geschichtlicher Hintergrund
Die Blutegeltherapie gehört zu den ältesten Heilmethoden in der überlieferten Medizingeschichte. Erste Überlieferungen der Blutegeltherapie stammen aus Mesopotamien (3300 v. Chr.). Erste eindeutige Schilderungen der Blutegeltherapie stammen jedoch aus der indischen Medizin. Die mythische Gestalt Dhavantari, der Arzt, der der Welt die traditionelle indische Medizin offenbarte, trug in der einen Hand Nektar, in der anderen hält er einen Blutegel. Die umfangreichste Darstellung dieser Therapie findet sich bei Sushruta (100–600 v. Chr.). Auch die traditionelle chinesische Medizin (TCM) verwendet die Blutegeltherapie, doch spielte sie dort immer eher eine untergeordnete Rolle. In Europa war die Blutegeltherapie seit der Antike (Nikandros aus Kolophon 200–130 v. Chr.; Themison von Laodikeia 50 v. Chr.; Galenos 129–199 n. Chr.) bis ins 19. Jahrhundert hinein ein unverzichtbarer Bestandteil der ärztlichen Therapie, aber auch immer Bestandteil der Volksmedizin. Salben, die aus pulverisierten Blutegeln hergestellt wurden, fanden im Mittelalter unter anderem Verwendung zur Therapie von Räude und Geschwüren sowie Haarausfall und störendem Haarwuchs wie beim Wimpernscheuern.
Angeregt durch François Broussais und seine Schüler erlangte die Behandlung mit Blutegeln in Frankreich in der ersten Hälfte des 19. Jh. eine besondere Verbreitung. Nach Broussais System der „Physiologischen Medizin“ („doctrine physiologique“) beruhen sämtliche Krankheitsformen auf Entzündung, und die höheren Grade derselben erregen auf sympathischem Wege Irritationen anderer Organe; so entsteht das Fieber und zwar liegt den meisten fieberhaften Erkrankungen eine Gastroenteritis zugrunde. Zur Therapie dienten die Diät und besonders der Blutentzug, der durch Aderlass und durch den Einsatz von Blutegeln in der Bauchregion praktiziert wurde. Zwischen 1828 und 1832 wurden in Frankreich jährlich 15–16 Millionen Blutegel verbraucht, gegenüber 6–7 Millionen in England. Die Nachfrage nach Blutegeln konnte bald nicht mehr gedeckt werden und so wurden Vorrichtungen entwickelt, mit denen die Aktion der Blutegel nachgeahmt werden konnte. Das Unternehmen Luitpold-Werk in München stellte das bei varikösen Entzündungsvorgängen, Thrombophlebitis, Ulcus curis und entzündlichen Infiltraten eingesetzte Präparat Hirudoid her, ein „im Sinne der Blutegel-Therapie wirkendes Organpräparat in Salbenform“.

## Wirkung
Nach Auffassung der Naturheilkunde beruht die Wirkung der Blutegelbehandlung auf mehreren Faktoren: dem Bissreiz, den im Speichel der Egel enthaltenen Substanzen, die durch den Biss abgegeben werden, der Bakterienflora der Egel und dem stattfindenden Aderlass.
Wissenschaftliche Studien zur Wirksamkeit liegen bislang kaum vor. Auf den Seiten der Karl und Veronica Carstens-Stiftung findet sich eine Pilotstudie über die Wirksamkeit der Blutegelbehandlung bei Kniegelenksarthrose. Allerdings weisen die Autoren auf die fehlende Aussagekraft dieser Studie hin, unter anderem wegen des Fehlens einer Kontrollgruppe, teilweise begleitenden Behandlungen während der Studie und der kurzen Studiendauer von sieben Tagen. In einer weiteren kleinen Studie im Rahmen einer Doktorarbeit (2009) „erscheint die Blutegeltherapie damit als mögliche erweiterte Option für die symptomatische Therapie der fortgeschrittenen Rhizarthrose“. Allerdings wird auch hier in der Diskussion auf die fehlende Aussagekraft der Studie hingewiesen. Unter anderem mit Hinweisen auf Placeboeffekt, die Wahl der Kontrolltherapie und fehlende Evaluation eines Langzeiteffektes. Ebenfalls von einer unzureichenden Datenlage bei der Blutegeltherapie bei Kniearthrose spricht der IGeL-Monitor des Medizinischen Dienstes Bund. Nach einer systematischen Recherche der wissenschaftlichen Literatur bewertet er diese Selbstzahlerleistung als „tendenziell negativ“. Der Placeboeffekt sei wahrscheinlich, es gebe keine Hinweise auf einen Nutzen, aber Hinweise auf geringe Schäden (Hautirritationen mit Juckreiz und seltene Blutungen). Eine Review-Arbeit von Autoren aus Essen fand hingegen positive Effekte im Rahmen der Schmerzbehandlung bei der Kniegelenksarthrose; allerdings waren nur 4 Originalarbeiten für das Review tatsächlich verwendbar.

## Nebenwirkungen und Risiken
Rund um die Bissstelle kann es zu Blutergüssen kommen, die nach einigen Tagen abklingen. In der Regel kommt es zu einer leichten Schwellung der Stellen, verbunden mit oft starkem Juckreiz. Durch Kratzen kann eine Wundinfektion ausgelöst werden. Nach der Behandlung kann es zum Absinken des Blutdrucks und zu einer Kreislaufschwäche kommen. Die Bissstellen verheilen im Normalfall innerhalb einiger Wochen, in seltenen Fällen bleiben jedoch kleine Narben zurück.
Da das von den Egeln aufgenommene Blut lange im Körper des Tieres flüssig bleibt und nur langsam durch Peptidasen abgebaut wird, kann der Blutegel viele Erreger beherbergen. Es wurden Protozoen (Toxoplasmose, Trypanosomen, Plasmodien) sowie Bakterien (Streptokokken, Clostridien, Aeromonas) nachgewiesen. Experimentell konnte auch eine Übertragung von HIV nachgewiesen werden. In der Praxis ist jedoch noch immer strittig, inwieweit tatsächlich eine Übertragung stattfinden kann. Um das Risiko einer Übertragung von Patient auf Patient zu vermeiden, sollen die Blutegel unter kontrollierten Bedingungen gezüchtet und jeder Blutegel nur einmal zur Behandlung eingesetzt werden. Nach dem medizinischen Einsatz werden die Egel entweder getötet oder in sogenannten Rentnerteichen untergebracht.